# Gradinica (Svib)
Gradinica kod Jurkića staja je gradina kod Sviba, arheološko nalazište.

## Opis
Nastala od 2500. pr. Kr. do 1000. pr. Kr. Arheološko nalazište Gradinica kod Jurkića staja nalazi se J od Sviba, 150 metara I od ceste Cista Provo-Svib. Na istaknutom tjemenu brda Gradina nalazi se prapovijesna gradina smještena na dominantnom strateškom položaju, koji je omogućavao kontrolu okolnih putova, manjih krških dolina kao i bunara. Zaravnjeni plato gradine nepravilnog je elipsastog tlocrta, izdužen u pravcu Z-I a zauzima oko 5000 m2. Sa svih strana branjen je dvostrukim bedemom. Širina sačuvanog vanjskog bedema je oko 3-4 m a visina oko 1-2 m a širina unutarnjeg 10-15 m dok je visina oko 3-5 m. Unutarnji plato je povišen te kamenit dok je vanjski plato zaravnjen i zarastao u žbunje. Iako nije provedeno arheološko istraživanje, s obzirom na materijal pronađen na površini gradine moguće je datirati u brončano i željezno doba. Sjeverno od gradine nalaze se dvije prapovijesna gomila.

## Zaštita
Pod oznakom Z-6945 zavedena je kao nepokretno kulturno dobro - pojedinačno, pravna statusa zaštićena kulturnog dobra, klasificirano kao "arheološka baština".